# Acraea manadaza
Acraea manadaza är en fjärilsart som beskrevs av Ward 1874. Acraea manadaza ingår i släktet Acraea och familjen praktfjärilar. Inga underarter finns listade i Catalogue of Life.